# Scafati Basket 2002-2003
Lo Scafati Basket 2002-2003, sponsorizzato Rida, ha preso parte al campionato professionistico italiano di Legadue.

## Verdetti
- Legadue:
  - stagione regolare: 2º posto su 14 squadre (20-12);
  - playoff: eliminazione ai quarti di finale contro Castel Maggiore (2-3).